# Средњошколски центар Костајница
Средњошколски центар Костајница је школа која се налази у Костајници, основана је 1996. године. Налази се у улици Ташли бунар 13.

## Историјат школе
ЈУ Средњошколски центар Костајница је основана 30. марта 1996. У самом почетку, усљед недостатка властитог простора, настава се реализовала у просторијама Основне школе „Петар Мећава” Костајница. У нови школски објекат је усељена 6. октобра 1999, у којем ученици и данас похађају наставу. Садржи шеснаест опремљених учионица, три рачунарска кабинета, један кабинет за практичну наставу машинске струке, лабораторију, школску библиотеку и фискултурну дворану. У дворишту школе се налазе вањски спортски терени за фудбал, тенис и кошарку. Већина часова практичне наставе за све струке се изводи у просторијама школе у намјенски опремљеним кабинетима за практичну наставу. За занимање Зубно–стоматолошки и Лабораторијско–санитарни техничар један дио часова практичне наставе и вјежби се изводи у просторијама ЈЗУ Дом здравља Костајница. За занимање Фармацеутски техничар један дио часова вјежби се изводи у ЗУ Апотеци „7. април” Костајница. За занимање Физиотерапеутски техничар један дио часова вјежби се изводи у Специјалној болници „Мљечаница”. Од образовних профила садрже Здравство – Зубно-стоматолошки техничар, Лабораторијско-санитарни техничар, Фармацеутски техничар и Физиотерапеутски техничар, Електротехника –Техничар мултимедија, Техничар рачунарства и Техничар мехатронике, Машинство и обрада метала – Машински техничар за компјутерско конструисање и Саобраћај – Техничар друмског саобраћаја.